# Gambia Ports Authority Football Club
Le Gambia Ports Authority FC est un club gambien de football basé à Banjul.

## Palmarès
- Championnat de Gambie (6)
  - Champion : 1984, 1986, 1999, 2006, 2010, 2016

- Coupe de Gambie (3)
  - Vainqueur : 1975, 1980, 2007
  - Finaliste : 1998, 2011

- Supercoupe de Gambie (3)
  - Vainqueur : 2006, 2007, 2016
  - Finaliste : 1999, 2010